# Iran Air
Iran Air är Irans nationella flygbolag med bas i Teheran och grundades 1944 under shahen Mohammad Reza Pahlavi. 
På grund av sanktioner från USA kan man inte köpa nya plan, utan man har en blandad flotta från shahens tid, bättre begagnade Airbus, flygplan från Ryssland samt leasade flygplan. Under den senaste tiden har Iran Air fått tillstånd att köpa reservdelar till sina flygplan från Airbus och Boeing.
I Sverige trafikerar Iran Air Stockholm-Arlanda och Göteborg-Landvetter med flera avgångar i veckan direkt till den Internationella flygplatsen i Teheran. 

## Historik
Iranian Airways etablerades på statligt initiativ av några affärsmän i maj 1944 och började sina flygningar precis efter andra världskriget till den heliga staden Mashhad i Iran. Inom loppet av 17 år (1945-1962) hade Iranian Airways utvecklats till ett stort nationellt flygbolag med några få internationella flygningar per vecka. Flottan på den tiden var bland annat Douglas DC-4, Douglas DC-3 och Vickers Viscount.

## Gyllene åren
1965 tog Iran Air emot sina första jetflygplan, som var av modellen Boeing 727. Dessa följdes av Boeing 737. Boeing 747-SP, Boeing 747-100 och Boeing 747-200 levererades också. I mitten av 1970-talet hade Iran Air direktflyg till europeiska städer flera gånger i veckan (mer än 30 flygningar till London per vecka). Den 8 oktober 1972 lade Iran Air in beställning på två stycken Concorde hos British Aircraft Corporation, en beställning som återkallades när Islamiska republiken kom till makten 1980. Detta gjorde Iran Air till det sista flygbolag som avbokat en Concorde-beställning.